# Kościół Najświętszej Maryi Panny Królowej Polski w Bukowcu
Kościół Najświętszej Maryi Panny Królowej Polski w Bukowcu – rzymskokatolicki kościół parafialny w Bukowcu, w powiecie świeckim, w województwie kujawsko-pomorskim.

## Historia i architektura
Katolicka kaplica w Bukowcu znajdowała się w miejscowym pałacu Czapskich, który rozebrano na przełomie XIX i XX wieku. Bukowscy ewangelicy (tutejsza większość religijna do 1939) korzystali z niewielkiego, drewnianego kościoła wybudowanego w 1830. W 1895 zastąpiono go obecną budowlą ceglaną w stylu neogotyckim.

## Tablice pamiątkowe
W kościele wiszą następujące tablice pamiątkowe:
- ku czci 16. Pułku Ułanów Wielkopolskich, którego żołnierze walczyli z hitlerowcami,
- ku czci żołnierzy polskich walczących w latach 1939-1945 z Niemcami i Sowietami, a także ofiar terroru z obu tych stron (fundatorem był Związek Kombatantów RP i Byłych Więźniów Politycznych),
- ku czci ks. Stanisława Pisarka (1913-1979) - pierwszego proboszcza tutejszej parafii (w latach 1946-1979),
- ku czci ks. Brunona Antoniego Borta (1929-1997) - lokalnego proboszcza w latach 1979-1997 (dwie ostatnie tablice z 2006)[3].

## Galeria

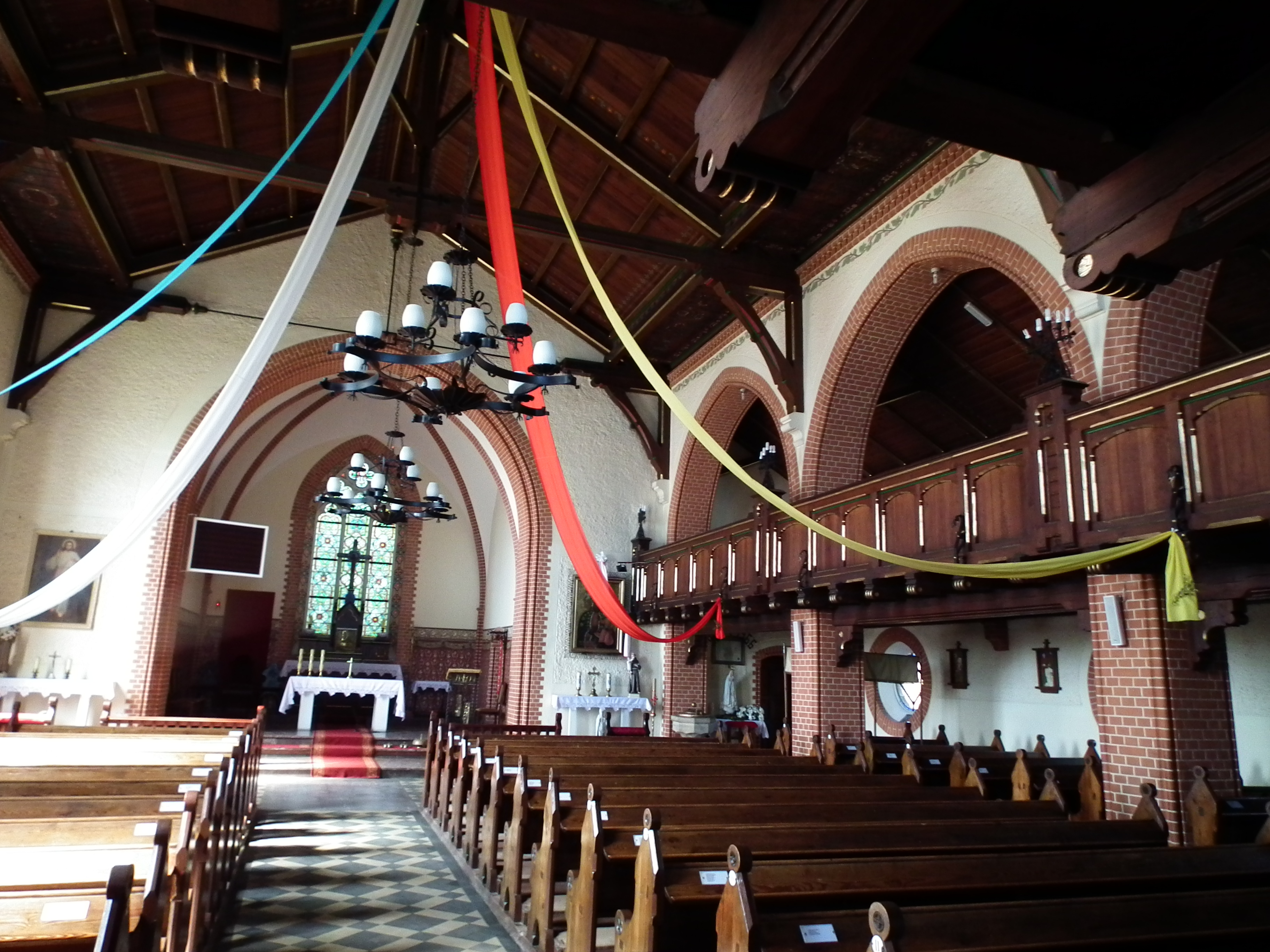
Wnętrze
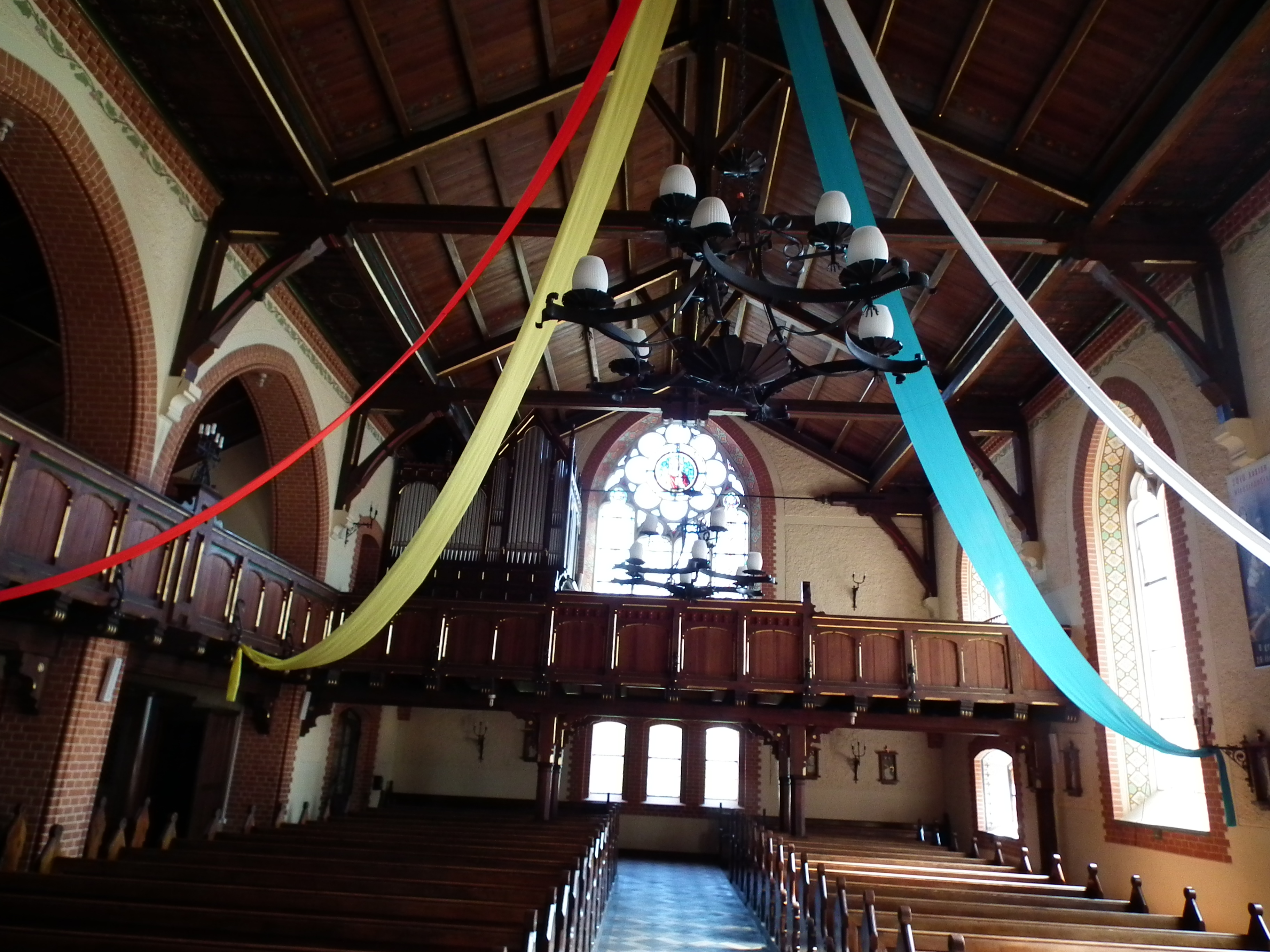
Chór
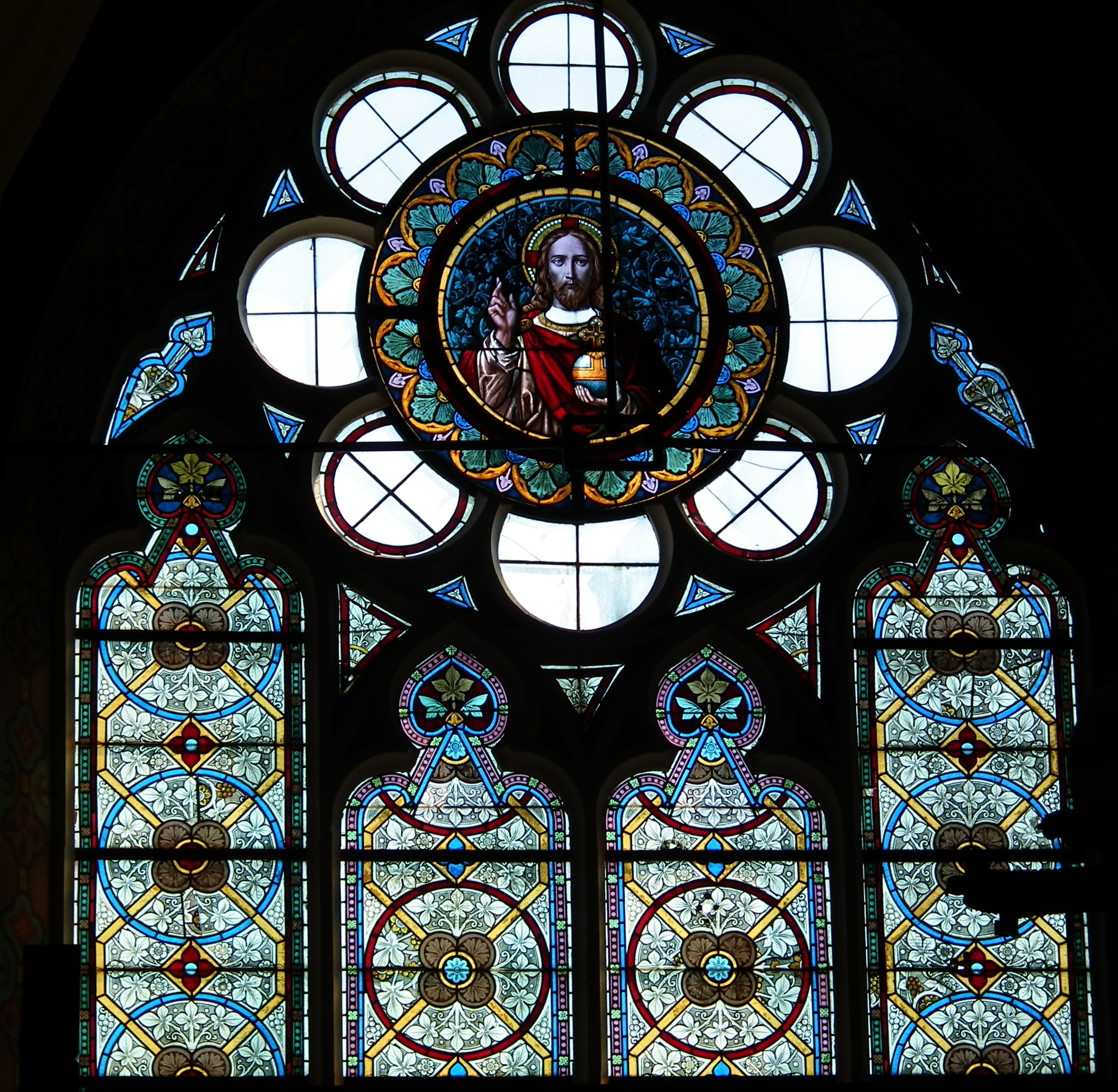
Witraż